# Caravelí
Caravelí – miasto w Peru, w regionie Arequipa, stolica prowincji Caravelí. W 2008 liczyło 4 115 mieszkańców.